# Un ange frappe à ma porte
Singles de Natasha St-Pier
J'avais quelqu'un
(2005) Ce silence
(2006)
Clip vidéo
[vidéo] « Un ange frappe à ma porte », sur YouTube
Pistes de Longueur d'ondes
Longueur d'ondes
(2)
Un ange frappe à ma porte est une chanson interprétée par la chanteuse néo-brunswickoise Natasha St-Pier sortie en single. 

## Informations sur le single
Écrit par Asdorve et produit par Volodia, Asdorve et Pascal Obispo, c'est le premier single du cinquième album de la chanteuse canadienne Natasha St-Pier Longueur d'ondes (2006), il est sorti le 6 janvier 2006. En France, le single a fait ses débuts au numéro 6 sur l'édition Charts du 14 janvier 2006, il est resté dix semaines dans le top 10 avec trois places dans les trois premiers. En Belgique, le single est monté au numéro 1 en Wallonie pour y rester 22 semaines dans les charts.
La chanson a été incluse dans le meilleur de Tu trouveras... 10 ans de succès (Best of) de la chanteuse acadienne, sorti en novembre 2009, sur lequel elle apparaît comme la cinquième chanson.

## Thème de la chanson
Dans la chanson, lorsque Natacha parle du diable, il s'agit d'un "mauvais" garçon avec qui elle est sortie. L'ange serait alors un gentil garçon. Elle dit qu'elle est parfois attiré vers le danger (donc le mauvais garçon). Vers la fin de la chanson, un enfant est mentionné. On peut donc imaginer que cet enfant serait le fils de la fille dans la chanson...

## Liste des titres
| No | Titre                                     | Auteur           | Durée |
| -- | ----------------------------------------- | ---------------- | ----- |
| 1. | Un ange frappe à ma porte                 | Asdorve          | 3:37  |
| 2. | Vivre ou survivre                         | Daniel Balavoine | 3:25  |
| 3. | Extras: Un ange frappe à ma porte (Video) |                  |       |

## Classements hebdomadaires
| Classement (2002)                       | Meilleure position |
| --------------------------------------- | ------------------ |
| Belgique (Wallonie Ultratop 50 Singles) | 1                  |
| France (SNEP)                           | 2                  |
| Suisse (Schweizer Hitparade)            | 19                 |

### Classements de fin d'année
| Classement (2006)            | Meilleure position |
| ---------------------------- | ------------------ |
| Belgique (Wallonie Ultratop) | 9                  |

## Utilisation

### Reprise musicale
- 2009 : La chanteuse japonaise Harumi sur son album Seeds of Life.